# Niedermühlen

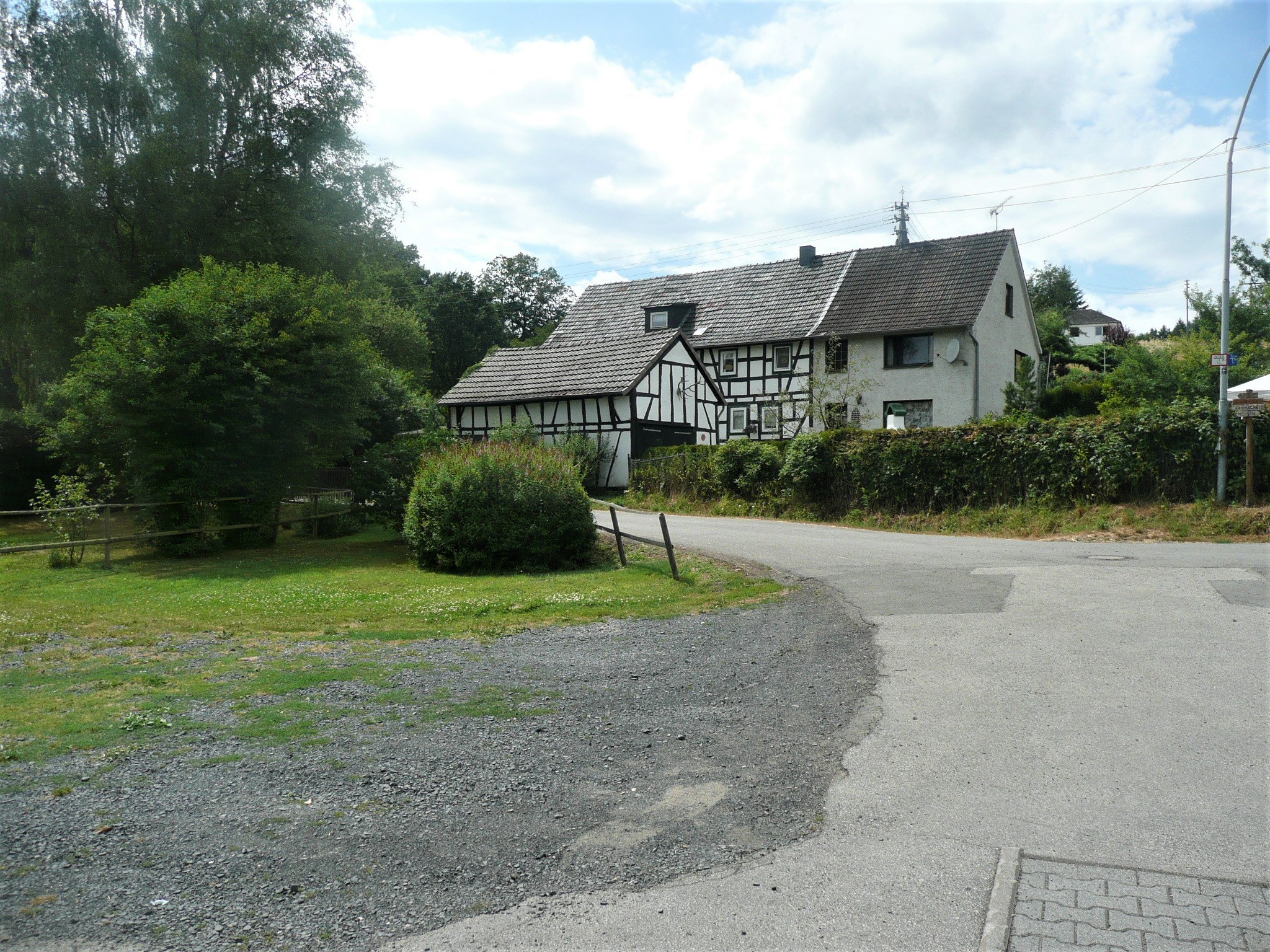
Ortsteil Niedermühlen (2010)

Niedermühlen ist ein Ortsteil der Ortsgemeinde Asbach im Landkreis Neuwied im nördlichen Rheinland-Pfalz. Der Ort ist landwirtschaftlich geprägt, entwickelt sich aber zunehmend zu einem Wohnort im Sinne einer Wohngemeinde.

## Geographie
Das Dorf liegt im Niederwesterwald südöstlich des Hauptortes Asbach im Mehrbachtal. Im Osten grenzt Niedermühlen an die Ortsgemeinde Kescheid im Landkreis Altenkirchen. Im Nordwesten grenzt der Ort an den Asbacher Ortsteil Altenhofen. Niedermühlen ist über die Kreisstraße 64 mit Schöneberg und Limbach verbunden.

## Geschichte
Die erste urkundliche Erwähnung des Ortes datiert aus dem Jahr 1456. In einem Teilungsvertrag der niederadeligen Munt von Neustadt wurde eine Wiese „bi der Neder Moelen“ genannt. 1579 wird ein Hof in Niedermühlen genannt, der dem Junker Everhard von Holdinghausen gehörte. Die in der Nähe von Hachenburg ansässige Familie Holdinghausen hatte im Asbacher Land mehrere Höfe, die Mühle war eine Eigenmühle für die Holdinghausischen Hofleute. 1740 wurde die Mühle neu hergerichtet. Heute steht an dieser Stelle das „Jugendheim Niedermühlen“.
Landesherrlich gehörte Niedermühlen zum Kurfürstentum Köln und zum Amt Altenwied und war Teil der „Honnschaft Schöneberg“. Nach einer 1660 vom Kölner Kurfürsten Maximilian Heinrich angeordneten Bestandsaufnahme hatte Niedermühlen einen Hof, 1787 wurden bereits acht Häuser mit 14 Einwohnern gezählt.
Seit Anfang des 17. Jahrhunderts ist Niedermühlen ein Wallfahrtsort. Der Ort lag unmittelbar an der Grenze zur Grafschaft Sayn-Hachenburg und infolgedessen an der Grenze zu einem der reformierten Konfession angehörenden Territorium. Die heutige Kapelle wurde 1861 von Vincenz Statz errichtet und 1892 von Carl Rüdell erneuert.
Nachdem das Rheinland 1815 zu Preußen gekommen war, gehörte Niedermühlen zur Gemeinde Schöneberg im damals neu gebildeten Kreis Neuwied und wurde zunächst von der Bürgermeisterei Neustadt und ab 1823 von der Bürgermeisterei Asbach verwaltet. Nach einer Volkszählung aus dem Jahr 1885 hatte Niedermühlen 29 Einwohner, die in sieben Häusern lebten.
Bis zum 16. März 1974 gehörte Niedermühlen zu der bis dahin eigenständigen Gemeinde Schöneberg, welche mit gleichem Datum aufgelöst wurde und in die neu gebildete Ortsgemeinde Asbach aufging. 1987 zählte Niedermühlen 22 Einwohner.

## Sehenswürdigkeiten
Unter Denkmalschutz stehen:
- Die kath. Wallfahrts- und Rektoratskapelle „Zur schmerzhaften Gottesmutter“ von 1892/93 (geweiht 1894) und der Chor von 1862: ein achtseitiger gotisierender Zentralbau aus Bruchstein; die Pietà ist um 1450 entstanden
- Ein stattliches Fachwerkhaus, teilweise massiv, aus der ersten Hälfte des 19. Jahrhunderts (Niedermühlen 2)
- Siehe auch: Liste der Kulturdenkmäler in Asbach (Westerwald)